# Équipe d'Angola masculine de basket-ball
Cet article traite de l'équipe masculine. Pour l'équipe féminine, voir Équipe d'Angola féminine de basket-ball.
Maillots
L'équipe d'Angola masculine de basket-ball est l'équipe nationale qui représente l'Angola dans les compétitions internationales masculine de basket-ball. Elle est placée sous l'égide de la Fédération angolaise de basket-ball (FAB). L'équipe est affiliée à la FIBA depuis 1979. Son surnom est "Palancas Negras", ce qui signifie « Antilopes noires ».

## Résultats

### Palmarès
| Compétitions mondiales                             | Compétitions continentales |
| -------------------------------------------------- | --- |
| - Jeux olympiques - Néant - Coupe du monde - Néant | - AfroBasket (11) - Vainqueur en 1989, 1992, 1993, 1995, 1999, 2001, 2003, 2005, 2007, 2009 et 2013 - Finaliste en 1983, 1985, 2011 et 2015 - Troisième en 1987 et 1997 - AfroCan - Troisième en 2019 - Jeux africains (3) - Vainqueur en 1987, 2007 et 2015 - Finaliste en 1999 - Troisième en 2003 et 2011 |

### Parcours en compétitions internationales

#### Jeux olympiques
| Année | Position           |      | Année              | Position     |               | Année | Position |
| 1936  | Équipe inexistante | 1976 | Équipe inexistante | 2008         | 12e           |       |          |
| 1948  | Équipe inexistante | 1980 | Non qualifiée      | 2012         | Non qualifiée |       |          |
| 1952  | Équipe inexistante | 1984 | Non qualifiée      | 2016         | Non qualifiée |       |          |
| 1956  | Équipe inexistante | 1988 | Non qualifiée      | 2020         | Non qualifiée |       |          |
| 1960  | Équipe inexistante | 1992 | 10e                | 2024         | Non qualifiée |       |          |
| 1964  | Équipe inexistante | 1996 | 11e                | 2028         | -             |       |          |
| 1968  | Équipe inexistante | 2000 | 12e                | 2032         | -             |       |          |
| 1972  | Équipe inexistante | 2004 | 12e                | Pays inconnu | -             |       |          |

#### Coupe du Monde
| Année | Position           |      | Année              | Position |     | Année | Position |
| 1950  | Équipe inexistante | 1978 | Équipe inexistante | 2006     | 10e |       |          |
| 1954  | Équipe inexistante | 1982 | Non qualifiée      | 2010     | 15e |       |          |
| 1959  | Équipe inexistante | 1986 | 20e                | 2014     | 17e |       |          |
| 1963  | Équipe inexistante | 1990 | 13e                | 2019     | 27e |       |          |
| 1967  | Équipe inexistante | 1994 | 16e                | 2023     | 26e |       |          |
| 1970  | Équipe inexistante | 1998 | Non qualifiée      | 2027     | -   |       |          |
| 1974  | Équipe inexistante | 2002 | 11e                | 2031     | -   |       |          |

#### AfroBasket
| Année | Position           |      | Année     | Position     |           | Année | Position |
| 1962  | Équipe inexistante | 1983 | Finaliste | 2005         | Vainqueur |       |          |
| 1964  | Équipe inexistante | 1985 | Finaliste | 2007         | Vainqueur |       |          |
| 1965  | Équipe inexistante | 1987 | Troisième | 2009         | Vainqueur |       |          |
| 1968  | Équipe inexistante | 1989 | Vainqueur | 2011         | Finaliste |       |          |
| 1970  | Équipe inexistante | 1992 | Vainqueur | 2013         | Vainqueur |       |          |
| 1972  | Équipe inexistante | 1993 | Vainqueur | 2015         | Finaliste |       |          |
| 1974  | Équipe inexistante | 1995 | Vainqueur | 2017         | 7e        |       |          |
| 1975  | Équipe inexistante | 1997 | Troisième | 2021         | 5e        |       |          |
| 1978  | Équipe inexistante | 1999 | Vainqueur | 2025         | -         |       |          |
| 1980  | 7e                 | 2001 | Vainqueur | 2029         | -         |       |          |
| 1981  | 10e                | 2003 | Vainqueur | Pays inconnu | -         |       |          |

#### Jeux africains
| Année | Position         |      | Année     | Position |
| 1965  | Non participante | 1999 | Finaliste |          |
| 1973  | Non participante | 2003 | Troisième |          |
| 1978  | Non participante | 2007 | Vainqueur |          |
| 1987  | Vainqueur        | 2011 | Troisième |          |
| 1991  | Non participante | 2015 | Vainqueur |          |
| 1995  | 4e               |      |           |          |

## Équipe actuelle
| Numéro | Joueur              | Poste | Naissance        | Taille | Club 2018-2019               |
| ------ | ------------------- | ----- | ---------------- | ------ | ---------------------------- |
| 1      | Gerson Domingos     | 1     | 16 avril 1996    | 1,79 m | G.D. Interclube              |
| 2      | Yanick Moreira      | 5     | 31 juillet 1991  | 2,05 m | Virtus Bologne               |
| 3      | Jerson Goncalves    | 2     | 29 mars 1996     | 1,93 m | Atlético Petróleos de Luanda |
| 4      | Olímpio Cipriano    | 3     | 9 avril 1982     | 1,92 m | Atlético Petróleos de Luanda |
| 6      | Carlos Morais       | 2     | 16 octobre 1985  | 1,91 m | Atlético Petróleos de Luanda |
| 9      | Leonel Paulo        | 4     | 30 avril 1986    | 1,98 m | Atlético Petróleos de Luanda |
| 10     | Jose Antonio        | 3     | 31 juillet 1990  | 1,97 m | Atlético Petróleos de Luanda |
| 15     | Eduardo Mingas      | 4     | 29 janvier 1979  | 1,98 m | 1° de Agosto                 |
| 16     | Hermenegildo Mbunga | 5     | 4 septembre 1985 | 2,00 m | Atlético Petróleos de Luanda |
| 23     | Reggie Moore        | 4     | 31 mars 1981     | 2,03 m | Atlético Sport Aviação       |
| 32     | Valdelício Joaquim  | 5     | 15 avril 1990    | 2,09 m | UJAP Quimper 29              |
| 37     | Jaques Conceicao    | 1/2   | 4 septembre 1989 | 1,90 m | Benfica Lisbonne             |

## Anciens joueurs célèbres
- Ivo Alfredo
- Jean-Jacques Conceição (1984-2003)
- Antonio Rodrigues
- Edmar Victoriano "Baduna" (1996-2004)
- Miguel Lutonda

## Sélectionneurs successifs
- Victorino Cunha
- Waldemiro Romero
- Mario Palma
- Alberto Carvalho
- Paulo Macedo